# Jackie Fox
 (décembre 2009).
Si vous disposez d'ouvrages ou d'articles de référence ou si vous connaissez des sites web de qualité traitant du thème abordé ici, merci de compléter l'article en donnant les références utiles à sa vérifiabilité et en les liant à la section « Notes et références ».
Jackie Fox, née le 20 décembre 1959, fut la bassiste du groupe The Runaways de 1975 à 1977, aux côtés de Joan Jett (guitare rythmique et voix), Lita Ford (Guitar solo), Sandy West (Batterie et voix) et de Cherie Currie (Clavier et voix).
À la séparation du groupe, Jackie obtient un diplôme à Harvard et devient avocate à l'étranger.